# 山手学舎

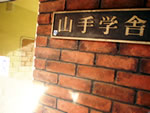
山手学舎

山手学舎（やまてがくしゃ）は、東京都新宿区西早稲田にある4年制大学生を対象とした男子学生寮である。
運営は東京YMCA（キリスト教青年会）が行っており、実質的な管理は寮に住む学生自身が行なっている。友愛学舎や信愛学舎とは兄弟寮である。

## 概要
山手学舎は1954年（昭和29年）4月に高田馬場の山手YMCA会館の5階に開設された。東京YMCAでは1892年（明治25年）以来地方から上京してくる学生向けに寄宿舎を提供している。借家を用いて学生寄宿舎とした仲猿町に始まり、東郷坂・早稲田鶴巻町・茗荷谷・一橋寮・一麦寮・中野寮を経て、今日の山手学舎（現在の東京YMCAの学生寄宿舎事業は山手学舎のみ）へと至っている。2000年には、当時の東京YMCAが財政難により、一度廃寮が決定され募集が停止されたが、当時の寮に住む学生やOBがYMCAの掲げる青少年育成の理念や他大学の学生との寮生活という大変貴重な場であることから反対を掲げ、署名活動・ハンガーストライキなどを経て東京YMCA側との交渉により、2005年に募集が再開、2006年には正式に存続が決定し、財政的な支援体制を構築するために山手学舎後援会が設立された。
公益法人制度改革における公益法人（新制度上の）への移行認定では、山手学舎の働きは新制度の公益性の観点から大いに見直され、東京YMCAが掲げる「青少年育成」の理念を具現化した形であるということが評価され、現在、東京YMCAの重要なプログラムの一つとなっている。
雑誌『プレジデント Family』(2012.11) に山手学舎が紹介された。

## 運営管理
山手学舎では寮に住む学生に「自治の精神を養う」という観点から、経営を除いた寮の管理についてはある程度の自由を認めている。経営は東京YMCAの下部組織である山手YMCAが行い、山手YMCAの主任主事が運営管理者となっている。一方で、運営を円滑にするために山手YMCA会館の運営委員会より若干名が山手学舎運営委員会を結成し運営に関与している。
2007年（平成19年）1月には山手学舎後援会が設立され、寮生活や卒業後のサポートを行なっている。
なお、山手学舎後援会会長には茅野徹郎が就任している。

### 寮に住む学生の責任
山手学舎に入寮する学生には安価な生活場所が提供される一方で、寮生活に関与する責任や社会的な貢献が求められる。前者は「寮の自治」と呼ばれ、例えば寮生が参加するイベント等の企画を行なう。後者はYMCAによるボランティア活動や募金活動、OB会などに参加することになっている。

## 主な出身者
- 伊藤進 - 日本の法学者。明治大学教授。
- 佐治信忠 - 日本の実業家。サントリー代表取締役社長。ACジャパン理事長。
- 大谷博愛 - 日本の政治学者。拓殖大学政経学部教授。
- 磯望 - 日本の地理学者。西南学院大学教授。
- 井上義祐 - プール学院大学名誉教授。